# Nika Razinger
Nika Razinger, slovenska smučarska tekačica, * 5. oktober 1993, Jesenice.
Razingerjeva za Slovenijo nastopila na Zimskih olimpijskih igrah 2014 v Sočiju, kjer je v teku na 10 km osvojila 60. mesto.